# سينما الاستغلال
سينما الاستغلال (بالإنجليزية: Exploitation Film)‏، هي مجموعة من الأفلام ذات الميزانية المنخفضة، والتي تنتج بشكل عام خارج استوديوهات هوليوود الكبرى، ويكون هدفها الرئيس هو الربح المادي ولا شيء آخر، وهي مجموعة من الأفلام التي تعتمد في تسويقها ومشاهداتها على استغلال الرغبات أو الغرائز الإنسانية، كالجنس، والرعب، والمغامرة، والرومانسية، ومن هنا جاءت التسمية سينما الاستغلال (Exploitation Cinema)، وهي بشكل عام تتسم بضعف جودة الصورة، نظراً لعجزها عن توفير التقنيات اللازمة لصناعة الصورة الجيدة بسبب انخفاض ميزانية الإنتاج أو الظروف التي تمليها بعض أنواع هذه الأفلام.

## التاريخ
لقد عُرفت سينما الاستغلال لأول مرة في العشرينيات من القرن التاسع عشر، في فترة كانت تشهد فيها الرقابة في الولايات المتحدة حالة من الخمول، ثم تطورت وازدادت أنواعها على مر السنين، ففي الثلاثينيات والأربعينيات على سبيل المثال عرف نوع من أفلام الاستغلال يسمى الأفلام التحذيرية (Cautionary Films) ظهرت بهدف الهروب من الرقابة الصارمة في تلك الحقبة، فكانت تتناول مواضيع مثل المثلية وتعاطي المخدرات، ويدعي منتجوها بأنها توعوية في حين تستغل المشاهد الإباحية على سبيل المثال لتسويقها.
ومع تدني ذلك النوع من الأفلام على كل المستويات إلا أن لها مجموعة من المهتمين والمعجبين بها للغاية، واستطاع بعضها أن يسجل نجاحاً كبيراً كفيلم ليلة الموتى الأحياء (Night of the Living Dead) للمخرج جورج أي. روميرو، والذي أنفق عليه 120000 ألف دولار وبلغت أرباحه30 مليون دولار، كما حاز على إعجاب كبير، وتقييمات مرتفعة في المواقع المختصة مثل موقع Rotten Tomatoes، وموقع IMDB.

## أنواعها
هناك عدة أنواع فرعية أو مواضيع لطالما كانت محور تلك الأفلام ومن أبرز تلك الأنواع أفلام الاستغلال الجنسي (SEXPLOITATION)، وأفلام استغلال السيارات (CARSPLOITATION)، وأفلام استغلال السود (BLAXPLOITATION)، وأفلام استغلال النازية (NAZIEXPLOITATION).
وعلى الرغم من أن ذلك النوع من الأفلام بدأ منذ زمن بالاندثار إلا أنه وفي عام 2007 قدم خمسة من المخرجين هم: روبرت رودريغيز، وكوينتين تارانتينو، إيلي روث، إدغر رايت، روب زومبي، فيلم جيرند هاوس (Grindhouse) في نوع من المحاكاة ومحاولة إحياء ذلك النوع من الأفلام، وقد تعمدوا تشويه الصورة وإضعاف دقتها ليحاكوا تلك الأفلام، لقد كان النجاح الكبير لذلك الفيلم إلى حد ما سبباً رئيساً في إحياء ذلك النوع من الأفلام.

## روابط خارجية
- The Deuce: Grindhouse Cinema Database. Grindhouse / classic exploitation cinema wiki.
- "Lights! Camera! Apocalypse!" Salon article about نشوة الطرب films as Christian exploitation filmmaking.
- Paracinema Magazine — Quarterly film magazine dedicated to B-movies, cult classics, indie, horror, science-fiction, exploitation, underground and Asian films from past and present.
- Boulevard Movies — Exploitation films on DVD & Blu-ray.